# Barbara Wypych
Barbara Wypych (ur. 11 stycznia 1992 w Kaliszu) – polska aktorka teatralna i filmowa. Od stycznia 2016 należy do zespołu Teatru Współczesnego w Warszawie.

## Życiorys
Ma wykształcenie muzyczne. Jest absolwentką szkoły muzycznej w klasie fortepianu i fletu poprzecznego. W 2015 roku ukończyła studia na Wydziale Aktorskim Państwowej Wyższej Szkoły Filmowej, Telewizyjnej i Teatralnej w Łodzi.
Debiutowała rolą Withy w spektaklu Grzegorza Wiśniewskiego Kamień, za którą otrzymała wiele nagród, w tym Nagrodę dla Najlepszej Aktorki Drugoplanowej na Międzynarodowym Festiwalu Szkół Teatralnych ITSelF w Warszawie. W październiku 2017 zagrała pierwszoplanową rolę żeńską w spektaklu Macieja Englerta Psie serce, na podstawie opowiadania Michaiła Bułhakowa. Współpracuje ze stołecznym Och-Teatrem stworzonym przez Krystynę Jandę i Marię Seweryn.
Jest laureatką Grand Prix za wybitną osobowość sceniczną, nagrody ufundowanej przez Ministra Kultury i Dziedzictwa Narodowego, Nagrody dla najbardziej elektryzującej aktorki oraz Nagrody łódzkich dziennikarzy dla największej indywidualności na 33. Festiwalu Szkół Teatralnych w Łodzi. W 2017 roku otrzymała Nagrodę dla najlepszej aktorki pierwszoplanowej za rolę Marty w spektaklu Teatru Telewizji Krzywy domek w reżyserii Anny Wieczur-Bluszcz, na Festiwalu Teatroteka Fest. Była nominowana do Nagrody „Talenty Trójki” w kategorii Teatr.
Na dużym ekranie debiutowała w filmie Filipa Bajona Panie Dulskie. U boku Bogusława Lindy zagrała w ostatnim filmie Andrzeja Wajdy Powidoki. W kryminalnej produkcji Canal+ Kruk. Szepty słychać po zmroku w reżyserii Macieja Pieprzycy wcieliła się w postać policjantki Kaśki, jednej z głównych ról kobiecych. Obok Tomasza Karolaka i Piotra Adamczyka zagrała w miniserialu Trzecia połowa, emitowanym na żywo podczas Mistrzostw Świata w Piłce Nożnej 2018 (Rosja). Gra w serialu Stulecie Winnych, opartym na powieści Ałbeny Grabowskiej i reżyserowanym przez Piotra Trzaskalskiego.
Śpiewa w zespole „Ministerstwo Brzmienia”. W filmie Śpiewający obrusik Mariusza Grzegorzka wykonywała piosenkę List do matki z repertuaru Violetty Villas.
Jesienią 2024 zajęła czwarte miejsce w finale 21. edycji programu Twoja twarz brzmi znajomo.

## Filmografia
- 2015: Panie Dulskie jako kokota
- 2015: Nowy Świat jako dziewczyna karaoke
- 2016: Powidoki jako aktywistka ZMP w PWSSP
- 2017: Na dobre i na złe jako Kasia, żona Michała (odc. 663)
- 2018–2021: M jak miłość jako policjantka Sonia Krawczyk, siostrzenica Kisielowej
- 2018: Trzecia połowa jako Magda
- 2018: Rojst jako sekretarka Grochowiaka (odc. 1)
- 2018: Monument jako panna młoda
- 2018: Miłość jest wszystkim jako Beata, prowadząca program dla dzieci
- 2018: Kruk. Szepty słychać po zmroku jako policjantka Kasia Wójcik
- 2019–2022: Stulecie Winnych jako Andzia, służąca Stanisława
- 2019: Znaki jako Kaja, partnerka Twerskiego, przedstawiciela amerykańskiej firmy consultingowej
- 2019: Ojciec Mateusz jako Izabela Drozd (odc. 283)
- 2019: Lepsza połowa jako pielęgniarka Zosia
- 2019: Ikar. Legenda Mietka Kosza jako piosenkarka Basia
- 2020: Tatuśkowie jako Paulina Horecka
- 2020: Jak zostać gwiazdą jako asystentka
- 2021: Sonata jako Krystyna
- 2021: Rojst ’97 jako Marylka, sekretarka Dobrowolskiego
- 2022: Kontrola 3 jako lekarka (odc. 6)
- 2022: Erynie jako protokolantka Jadwiga Molakówna (odc. 9, 11)
- 2022: Tajemnica zawodowa 2 jako Magda Bednarska (odc. 3)
- 2023: Emigracja XD jako policjantka Iwona (odc. 1)
- 2023: Camera Cafe. Nowe parzenie jako Karolina
- 2024: Matki pingwinów jako Ula Wojtal[2]

## Teatr
| 2014 | Kamień, reż. Grzegorz Wiśniewski Teatr Studyjny w Łodzi                   | Witha   |
| 2015 | Cyberiada, reż. Wojciech Kościelniak Teatr Studyjny w Łodzi               | Trurl   |
| 2016 | Kamień, reż. Grzegorz Wiśniewski Teatr Współczesny w Warszawie            | Witha   |
|      | Bucharest Calling, reż. Jarosław Tumidajski Teatr Współczesny w Warszawie | Katia   |
| 2017 | Czas Barbarzyńców, reż. Jarosław Tumidajski Teatr Współczesny w Warszawie | Lavinia |
|      | Pomoc domowa, reż. Krystyna Janda Och-Teatr (gościnnie)                   | Maja    |
|      | Psie serce, reż. Maciej Englert Teatr Współczesny w Warszawie             | Zina    |
| 2018 | Udając ofiarę, reż. Krystyna Janda Och-teatr (gościnnie)                  | –       |

## Nagrody i wyróżnienia
- 2015 – Grand Prix za wybitną osobowość sceniczną, nagroda ufundowana przez Ministra Kultury i Dziedzictwa Narodowego, XXXIII Festiwal Szkół Teatralnych w Łodzi
- 2015 – Nagroda dla najbardziej elektryzującej aktorki na XXXIII Festiwalu Szkół Teatralnych w Łodzi
- 2015 – Nagroda za najlepszą rolę drugoplanową w spektaklu Kamień na Międzynarodowym Festiwalu Szkół Teatralnych ITSelF, reż. Grzegorz Wiśniewski
- 2017 – Nominacja do nagrody „Talenty Trójki” w kategorii Teatr – Finalistka
- 2017 – Nagroda dla najlepszej aktorki pierwszoplanowej za rolę Marty w spektaklu Teatru Telewizji Krzywy domek, reż. Anna Wieczur-Bluszcz